# Teleki Ilona (színművész)
Tychoné Teleki Ilona, névváltozat: Teleky, született: Tehel (Székesfehérvár, 1890. augusztus 11. – Budapest, 1976. július 17.) magyar színésznő, opera-énekesnő.

## Életpályája
Tehel Sámi (Sándor, 1845–1922) magtárnok és Weisz Róza (1850–1923) lánya. Az Országos Színészegyesület színiiskolájában Manheit Jakabnál és Anthes Györgynél tanult énekelni. Pályafutását 1913-ban kezdte Füredi Béla társulatánál Pécsett. Kezdetben énekes- és vígjátéki színésznő, majd koloratúr énekesnő volt. 1911 és 1914 között Pécsett, 1915–1916-ban Debrecenben, majd Miskolcon játszott. 1921-ben Nyíregyházán lépett fel a Csárdáskirálynőben. 1919. március 12-én Budapesten, a Józsefvárosban házasságot kötött a nála öt évvel fiatalabb Tycho Rudolffal (1895. január 25. – 1938. február 3.), az egyik újpesti nagyvállalat igazgatójával, majd ezt követően visszavonult a színpadtól. 1935. szeptember 4-én az újpesti nyári színházban G. Nagy Tibor karnagy jutalomjátéka keretében a Szulamit került színre, amelynek címszerepében Teleki Ilona újra fellépett. Ezen alkalomból zsúfolásig megtelt az újpesti nyári színház, amelynek nézőterén Semsey Aladár polgármester vezetésével Újpest egész előkelő társadalma megjelent. A Budapesti Hírlap beszámolója szerint: „A művésznő megkapó  drámai játékával és frissen csengő kulturált hangjával igen nagy sikert aratott Szulamit szerepében.” 1938. december 23-án áttért az evangélikus vallásra. Az 1970-es években az ausztráliai Sydney-ben lakott.
A Kozma utcai izraelita temetőben nyugszik (5C. parcella, 47. sor, 38. sírhely).

## Főbb szerepei
- Lucy (Jacobi Viktor: Leányvásár)
- Carmen (Georges Bizet: Carmen)
- Gilda (Giuseppe Verdi: Rigoletto)